# Distribution de vin et de comestibles aux Champs-Élysées
Distribution de vin et de comestibles aux Champs-Élysées est une peinture de genre de 1822 réalisée par l'artiste français Louis-Léopold Boilly. Elle montre une scène sur les Champs-Élysées à Paris pendant la Fête du Roi, lorsque du vin et de la nourriture étaient distribués à la population. On voit une foule désordonnée  dont les membres grimpent les uns sur les autres pour accéder à la nourriture et à l'alcool. Sous la Restauration, la cérémonie avait lieu chaque année le 25 août pour commémorer Saint Louis.
Le tableau fut exposé au Salon parisien de 1822 au Louvre avec un autre tableau de Boilly, Jour de déménagement. Il fait aujourd'hui partie de la collection du musée Carnavalet à Paris, qui l'a acquis en 1902.